# Pygirhynchus coronatus
Pygirhynchus coronatus är en insektsart som beskrevs av Jean Guillaume Audinet Serville 1838. Pygirhynchus coronatus ingår i släktet Pygirhynchus och familjen Heteronemiidae. Inga underarter finns listade i Catalogue of Life.